# Impatiens stuhlmannii
Impatiens stuhlmannii là một loài thực vật có hoa trong họ Bóng nước. Loài này được Warb mô tả khoa học đầu tiên năm 1895.